# Glyphodes pentaphragma
Glyphodes pentaphragma là một loài bướm đêm trong họ Crambidae.